# Mario Diks
Mario Diks (* 26. Juli 1977) ist ein niederländischer Fußballschiedsrichterassistent.
Diks ist seit der Saison 2009/10 Schiedsrichterassistent in der Eerste Divisie, seit der Saison 2010/11 in der Eredivisie. Er war bislang bereits an über 260 Spielleitungen in der Eredivisie beteiligt. Seit 2014 steht er als Schiedsrichterassistent auf der Liste der FIFA-Schiedsrichter und leitet internationale Fußballspiele.
Als Schiedsrichterassistent von Danny Makkelie war Diks bei vielen internationalen Turnieren im Einsatz, darunter bei der U-21-Europameisterschaft 2015 in Tschechien, bei der U-17-Weltmeisterschaft 2015 in Chile und bei der Klub-Weltmeisterschaft 2020 in Katar.
Am 21. August 2020 leiteten Danny Makkelie, Mario Diks und Hessel Steegstra das Finale der Europa League 2019/20 zwischen dem FC Sevilla und Inter Mailand (3:2).
Im März 2021 wurde Diks nach einer Fehlentscheidung (ein nicht gegebenes Tor von Cristiano Ronaldo im EM-Qualifikationsspiel zwischen Serbien und Portugal) von Makkelie aus seinem Team geworfen; dementsprechend verpasste er die Europameisterschaft 2021 und die Weltmeisterschaft 2022 in Katar, die Makkelie jeweils mit Hessel Steegstra und Jan de Vries bestritt.